# 마크 갱글로프
마크 대니얼 갱글로프(영어: Mark Daniel Gangloff, 1982년 6월 8일 ~ )는 미국의 수영 선수이다.

## 같이 보기
- 올림픽 수영 남자 메달리스트 목록
- 수영 혼계영 400m 세계 기록 추이